# Premi Oscar 1947
La 19ª edizione della cerimonia di premiazione dei Premi Oscar si è tenuta il 13 marzo 1947 a Los Angeles, allo Shrine Civic Auditorium, condotta dall'attore Jack Benny.

## Vincitori e candidati
Vengono di seguito indicati in grassetto i vincitori. Dove ricorrente e disponibile, viene indicato il titolo in lingua italiana e quello in lingua originale tra parentesi.

### Miglior film
- I migliori anni della nostra vita (The Best Years of Our Lives), regia di William Wyler
- Enrico V (Henry V), regia di Laurence Olivier
- La vita è meravigliosa (It's a Wonderful Life), regia di Frank Capra
- Il filo del rasoio (The Razor's Edge), regia di Edmund Goulding
- Il cucciolo (The Yearling), regia di Clarence Brown

### Miglior regia
- William Wyler - I migliori anni della nostra vita (The Best Years of Our Lives)
- Frank Capra - La vita è meravigliosa (It's a Wonderful Life)
- David Lean - Breve incontro (Brief Encounter)
- Robert Siodmak - I gangsters (The Killers)
- Clarence Brown - Il cucciolo (The Yearling)

### Miglior attore protagonista
- Fredric March - I migliori anni della nostra vita (The Best Years of Our Lives)
- Laurence Olivier - Enrico V (Henry V)
- Larry Parks - Al Jolson (The Jolson Story)
- Gregory Peck - Il cucciolo (The Yearling)
- James Stewart - La vita è meravigliosa (It's a Wonderful Life)

### Migliore attrice protagonista
- Olivia de Havilland - A ciascuno il suo destino (To Each His Own)
- Celia Johnson - Breve incontro (Brief Encounter)
- Jennifer Jones - Duello al sole (Duel in the Sun)
- Rosalind Russell - L'angelo del dolore (Sister Kenny)
- Jane Wyman - Il cucciolo (The Yearling)

### Miglior attore non protagonista
- Harold Russell - I migliori anni della nostra vita (The Best Years of Our Lives)
- Charles Coburn - Anni verdi (The Green Years)
- William Demarest - Al Jolson (The Jolson Story)
- Claude Rains - Notorious - L'amante perduta (Notorious)
- Clifton Webb - Il filo del rasoio (The Razor's Edge)

### Migliore attrice non protagonista
- Anne Baxter - Il filo del rasoio (The Razor's Edge)
- Ethel Barrymore - La scala a chiocciola (The Spiral Staircase)
- Lillian Gish - Duello al sole (Duel in the Sun)
- Flora Robson - Saratoga (Saratoga Trunk)
- Gale Sondergaard - Anna e il re del Siam (Anna and the King of Siam)

### Miglior sceneggiatura
- Robert E. Sherwood - I migliori anni della nostra vita (The Best Years of Our Lives)
- Raymond Chandler - La dalia azzurra (The Blue Dahlia)
- Jacques Prévert - Amanti perduti (Les enfants du paradis)
- Ben Hecht - Notorious - L'amante perduta (Notorious)
- Norman Panama e Melvin Frank - I cercatori d'oro (Road to Utopia)

### Miglior sceneggiatura originale
- Muriel Box e Sydney Box - Settimo velo (The Seventh Veil)
- Anthony Veiller - I gangsters (The Killers)
- Talbot Jennings e Sally Benson - Anna e il re del Siam (Anna and the King of Siam)
- Sergio Amidei e Federico Fellini - Roma città aperta
- David Lean, Anthony Havelock-Allan e Ronald Neame - Breve incontro (Brief Encounter)

### Miglior soggetto originale
- Clemence Dane - Intermezzo matrimoniale (Vacation from Marriage)
- Vladimir Pozner - Lo specchio scuro (The Dark Mirror)
- Jack Patrick - Lo strano amore di Marta Ivers (The Strange Love of Martha Ivers)
- Victor Trivas - Lo straniero (The Stranger)
- Charles Brackett - A ciascuno il suo destino (To Each His Own)

### Miglior fotografia
- Bianco e nero

- Arthur C. Miller - Anna e il re del Siam (Anna and the King of Siam)
- George Folsey - Anni verdi (The Green Years)

- Colore

- Charles Rosher, Leonard Smith e Arthur Arling - Il cucciolo (The Yearling)
- Joseph Walker - Al Jolson (The Jolson Story)

### Miglior scenografia
- Bianco e nero

- Lyle R. Wheeler, William S. Darling, Thomas Little e Frank E. Hughes - Anna e il re del Siam (Anna and the King of Siam)
- Hans Dreier, Walter H. Tyler, Sam Comer e Ray Moyer - Kitty
- Richard Day, Nathan H. Juran, Thomas Little e Paul S. Fox - Il filo del rasoio (The Razor's Edge)

- Colore

- Cedric Gibbons, Paul Groesse e Edwin B. Willis - Il cucciolo (The Yearling)
- John Bryan - Cesare e Cleopatra (Caesar and Cleopatra)
- Paul Sheriff e Carmen Dillon - Enrico V (Henry V)

### Migliori effetti speciali
- Thomas Howard - Spirito allegro (Blithe Spirit)
- William McGann e Nathan Levinson - L'anima e il volto (A Stolen Life)

### Miglior montaggio
- Daniel Mandell - I migliori anni della nostra vita (The Best Years of Our Lives)
- William Hornbeck - La vita è meravigliosa (It's a Wonderful Life)
- William A. Lyon - Al Jolson (The Jolson Story)
- Arthur Hilton - I gangsters (The Killers)
- Harold Kress - Il cucciolo (The Yearling)

### Miglior sonoro
- John Livadary e Columbia Studio Sound Department - Al Jolson (The Jolson Story)
- Gordon Sawyer e Samuel Goldwyn Studio Sound Department - I migliori anni della nostra vita (The Best Years of Our Lives)
- John Aalberg e RKO Radio Studio Sound Department - La vita è meravigliosa (It's a Wonderful Life)

### Migliore colonna sonora
- Film musicale

- Morris Stoloff - Al Jolson (The Jolson Story)
- Ray Heindorf e Max Steiner - Notte e dì (Night and Day)
- Robert Emmett Dolan - Cieli azzurri (Blue Skies)
- Alfred Newman - Bellezze rivali (Centennial Summer)
- Lennie Hayton - Le ragazze di Harvey (The Harvey Girls)

- Film drammatico o commedia

- Hugo Friedhofer - I migliori anni della nostra vita (The Best Years of Our Lives)
- Bernard Herrmann - Anna e il re del Siam (Anna and the King of Siam)
- William Turner Walton - Enrico V (Henry V)
- Franz Waxman - Perdutamente (Humoresque)
- Miklós Rózsa - I gangsters (The Killers)

### Miglior canzone
- "On the Atchison, Topeka and the Santa Fe", musica di Harry Warren, testo di Johnny Mercer - Le ragazze di Harvey (The Harvey Girls)
- "All Through the Day", musica di Jerome Kern, testo di Oscar Hammerstein - Bellezze rivali (Centennial Summer)
- "I Can't Begin to Tell You", musica di James Monaco, testo di Mack Gordon - Donne e diamanti (The Dolly Sisters)
- "Ole Buttermilk Sky", musica di Hoagy Carmichael, testo di Jack Brooks - I conquistatori (Canyon Passage)
- "You Keep Coming Back Like a Song", musica e testo di Irving Berlin - Cieli azzurri (Blue Skies)

### Miglior cortometraggio
- Facing Your Danger, regia di Edwin E. Olsen
- Dive-Hi Champs, regia di Jack Eaton
- Golden Horses, regia di Edmund Reek
- Smart as a Fox, regia di Saul Elkins
- Sure Cures, regia di Dave O'Brien

### Miglior cortometraggio a 2 bobine
- A Boy and His Dog, regia di LeRoy Prinz
- College Queen, regia di George Templeton
- Hiss and Yell, regia di Jules White
- The Luckiest Guy in the World, regia di Joseph M. Newman

### Miglior cortometraggio documentario
- Seeds of Destiny, regia di Gene Fowler Jr.
- Atomic Power, regia di The March of Time
- Life at the Zoo, regia di Artkino
- Paramount News Issue #37, regia di Paramount
- Traffic with the Devil, regia di Gunther von Fritsch

### Miglior cortometraggio d'animazione
- Jerry pianista (The Cat Concerto), regia di Joseph Barbera e William Hanna
- I cacciatori cacciati (Squatter's Rights), regia di Jack Hannah
- Walky Talky Hawky, regia di Robert McKimson
- John Henry and the Inky Poo, regia di George Pal
- Musical Moments from Chopin, regia di Dick Lundy

## Premi speciali

### Oscar onorario
- Laurence Olivier - Enrico V - Per il suo eccezionale successo come attore, produttore e regista nel portare Enrico V sullo schermo.
- Harold Russell per aver portato speranza e coraggio ai compagni veterani attraverso la sua apparizione in I migliori anni della nostra vita.
- Ernst Lubitsch per i suoi distinti contributi all'arte del cinema.

### Premio giovanile
- Claude Jarman Jr.

### Premio alla memoria Irving G. Thalberg
- Samuel Goldwyn